# Natalia Sats
Natalia Ilinitchna Sats (en russe : Наталия Ильинична Сац, translittération du yiddish Saz) est une metteuse en scène soviétique née en août 1903 à Irkoutsk et morte en 1993 à Moscou,,.

## Vie et œuvre
Natalia Sats est la fille d'Ilia Sats, compositeur estimé par Constantin Stanislavski et Max Reinhardt, et d'Anna Mikhaïlovna Chtchastnaïa, chanteuse d'opéra. Elle est par conséquent dès sa jeunesse en contact avec des grandes figures du théâtre. Elle a une sœur cadette Nina, dont elle est très proche ; cette dernière sera enlevée et assassinée près d'Eupatoria en Crimée au début des années 1920.
En 1918, à quinze ans, juste après la révolution russe, Natalia Sats est responsable de la section théâtrale et musicale pour enfants du Mossoviet (Conseil des députés du peuple de Moscou). En 1920, elle est nommée à la tête du Théâtre pour enfants de Moscou, où elle lance toute une série de pièces de théâtre, opéras, et autres pièces musicales. À sa demande, Alexeï Tolstoï écrit La Petite Clé d'or et Prokofiev compose Pierre et le loup dont la première a lieu le 2 mai 1936.
Natalia Sats, bilingue en allemand, a aussi de bon contacts à l'international et rencontre un fort succès : à la fin des années 1920, elle fait connaissance de Max Reinhardt à Berlin ; elle rend visite à Hugo von Hofmannsthal à Salzbourg, et connaît personnellement Igor Stravinsky. En 1931, elle est invitée par Otto Klemperer au Krolloper de Berlin pour mettre en scène le Falstaff de Verdi, puis par Erwin Piscator et Albert Einstein, avec lequel elle fait de la musique. Sats met en scène de nombreux opéras en Allemagne, mais aussi au Teatro Colón de Buenos Aires et au Japon.
En 1937, elle est arrêtée peu après son mari Israel Veitser, commissaire du peuple au commerce intérieur de l'URSS accusé d'activité contre-révolutionnaire, et envoyée à la prison de la Loubianka. Elle est condamnée à cinq ans de détention dans un camp de travail en Sibérie. Son mari sera exécuté,. En 1942, elle part pour Alma-Ata et y fonde un théâtre pour enfants qu'elle dirige pendant treize ans. En 1953, après la mort de Staline, elle est totalement réhabilitée et autorisée à enfin revenir à Moscou. 
Le théâtre de Natalia Sats s'invite en de nombreux lieux, parmi lesquels le renommé Théâtre d'art de Moscou. En 1964, elle fonde et dirige son propre théâtre musical pour enfants à Moscou.
Elle meurt le 18 décembre 1993 à Moscou. Elle est enterrée au cimetière de Novodevitchi. Elle a été décorée en 1972 du Prix d'état de l'URSS, en 1975 Artiste du peuple de l'URSS, du Prix Lénine en 1982,  de la médaille du Héros du travail socialiste en 1983, du Prix Lénine Komsomol en 1985. En 1962, elle a été élue membre de l'Union des écrivains de l'URSS.